# 大滝根山
大滝根山（おおたきねやま）は、福島県田村市と双葉郡川内村との境界にそびえる山である。標高1,192.1mで阿武隈高地の最高峰である。

## 概要
山頂付近は航空自衛隊のレーダー施設である大滝根山分屯基地があるために、山頂（一等三角点）へ行く場合は事前に基地へ申請しなければならない。山頂には一等三角点がある。

## 主な登山ルート
西麓の田村市側からいくつかのルートがある。
- 大越登山口
- 仙台平登山口

## ギャラリー

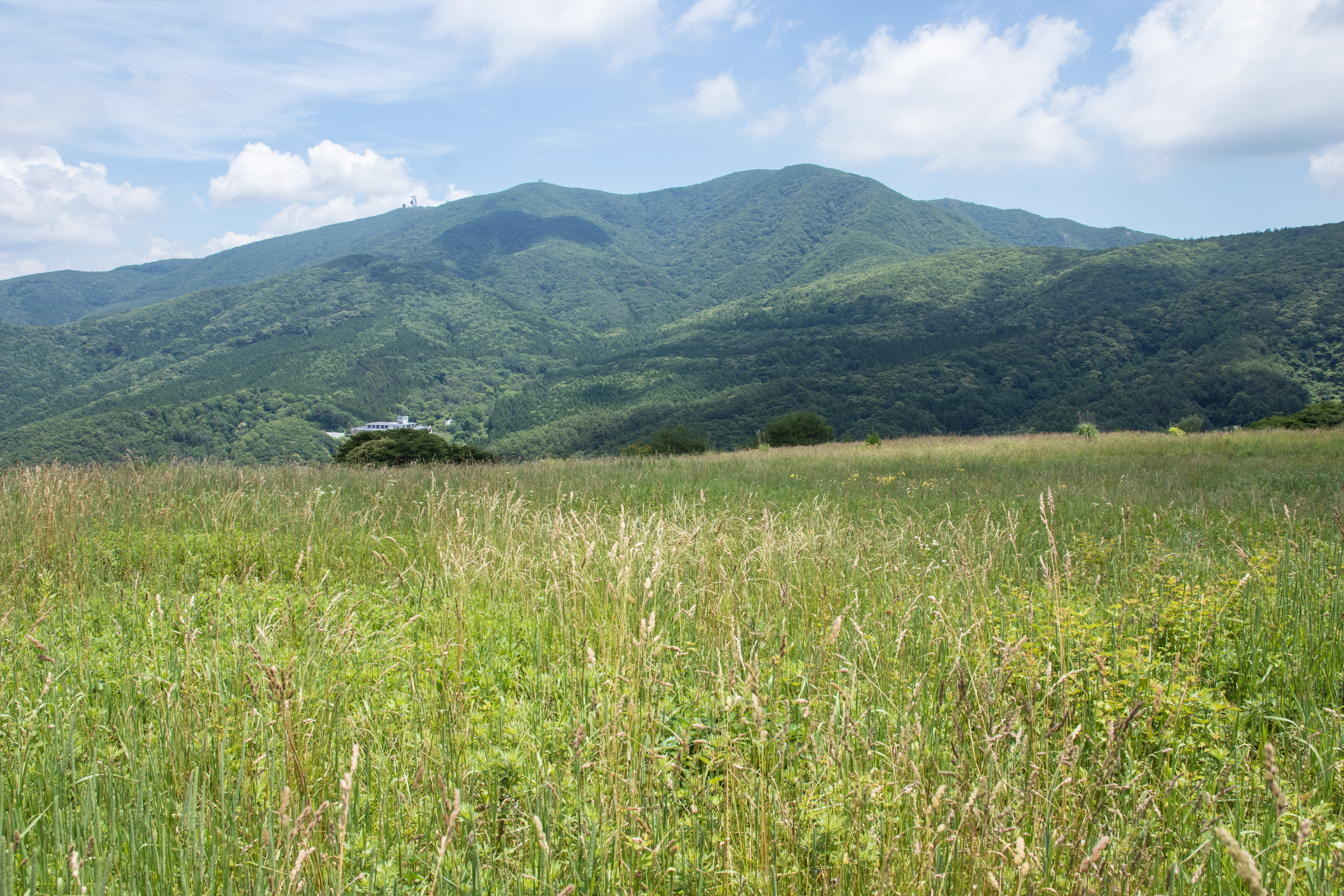
西から望む 仙台平から撮影
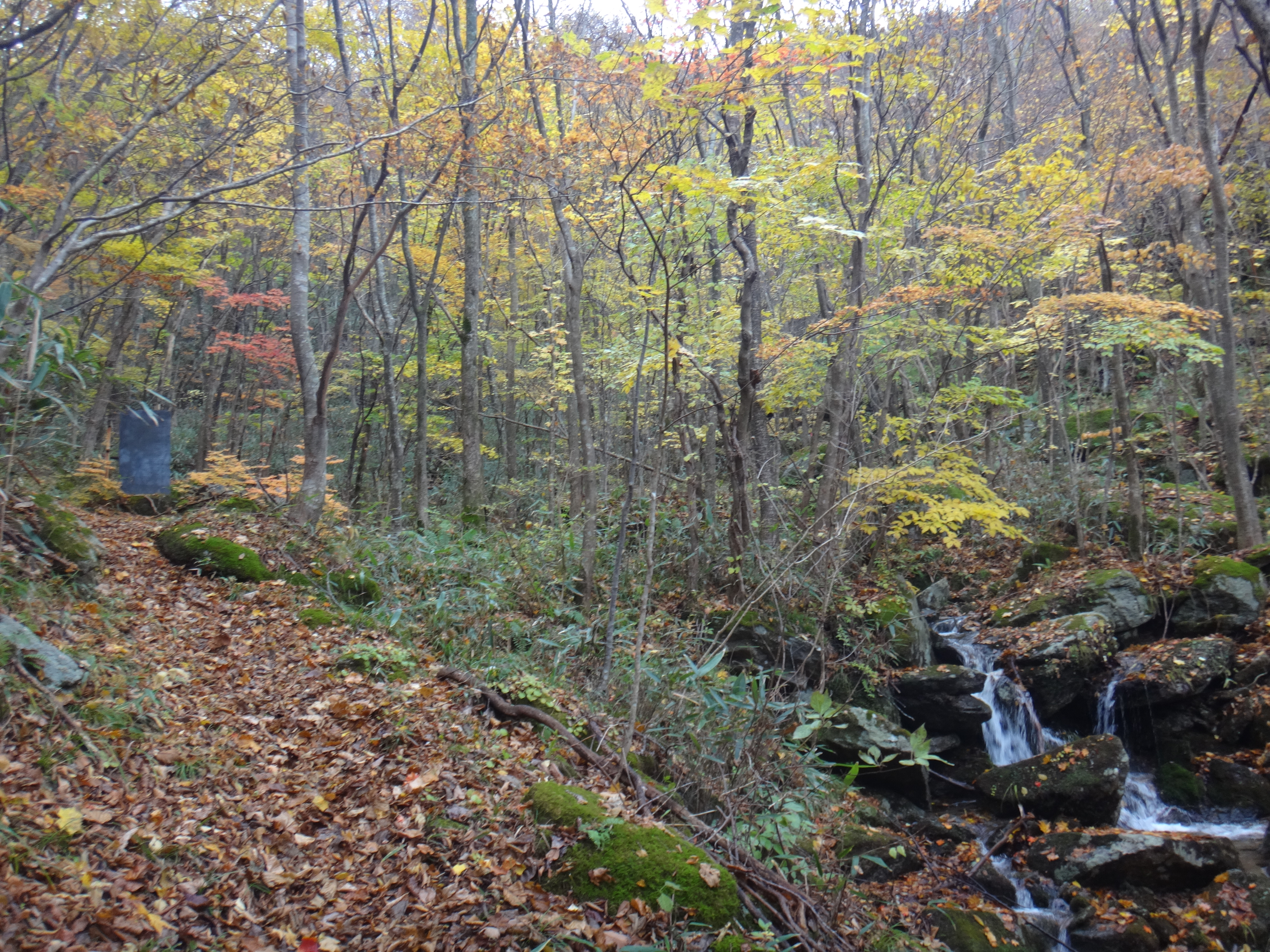
紅葉と渓谷の美しい登山道
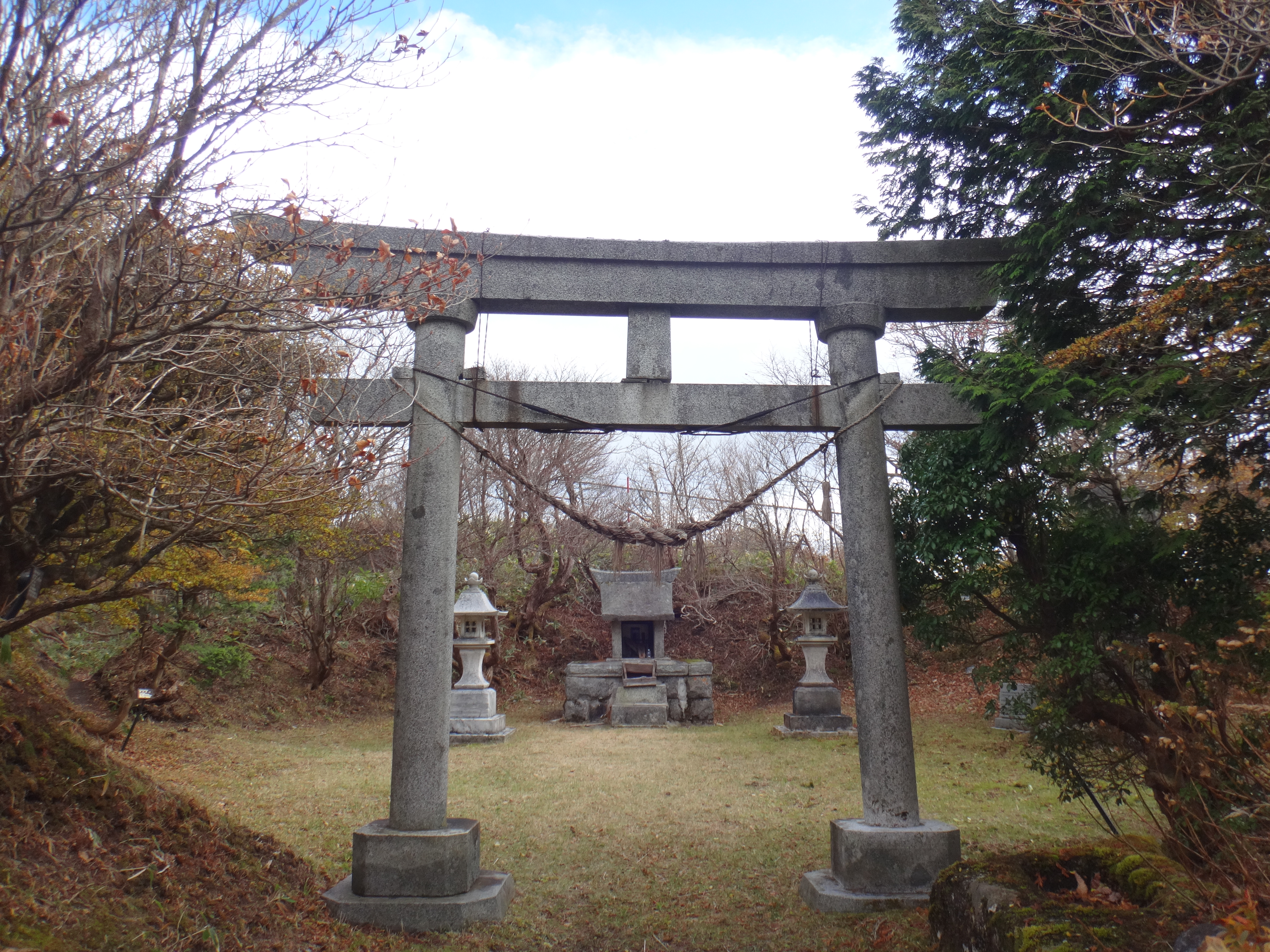
山頂の大嶽根山霊神社
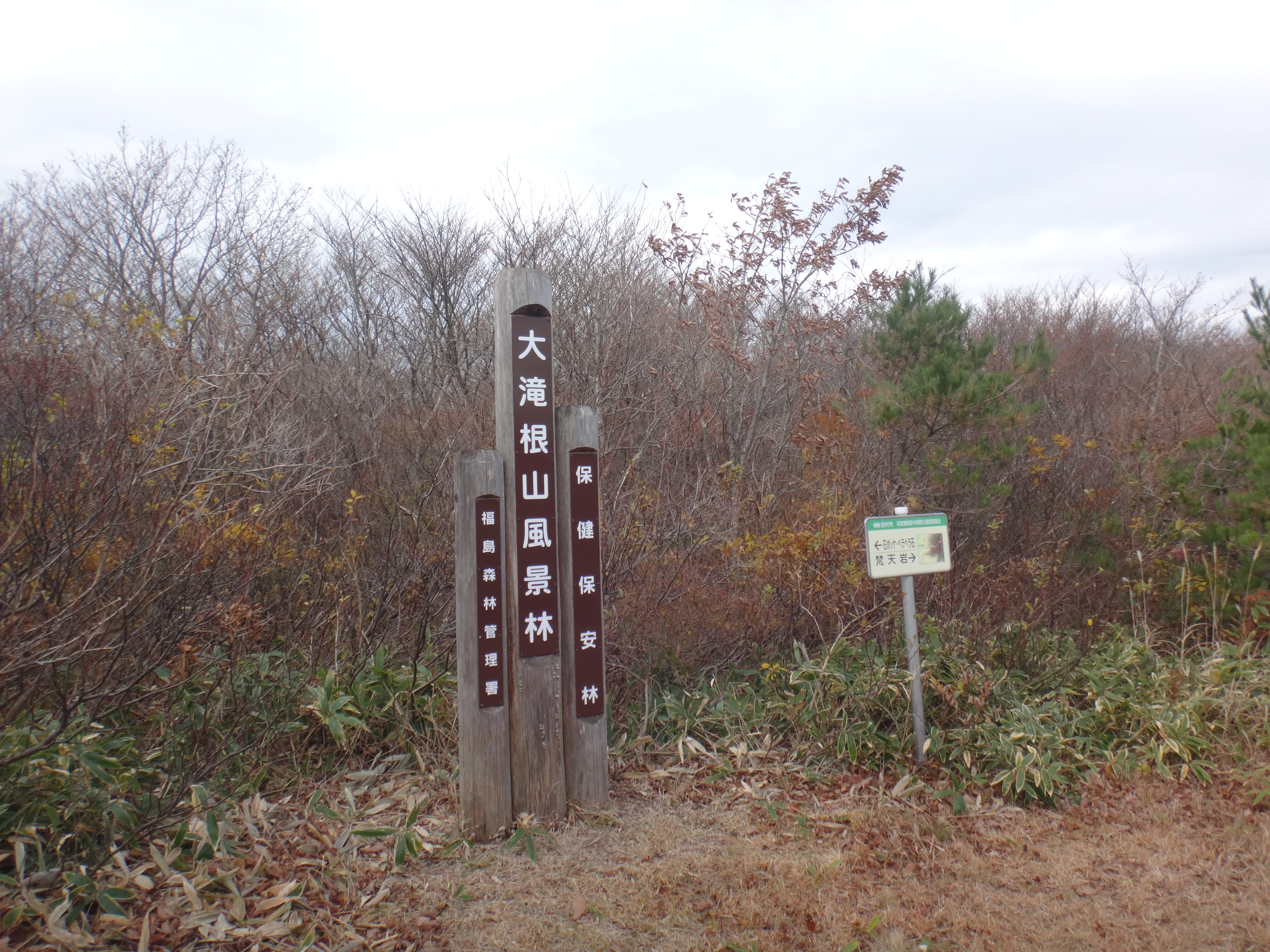
大滝根山山頂（三角点は基地内）
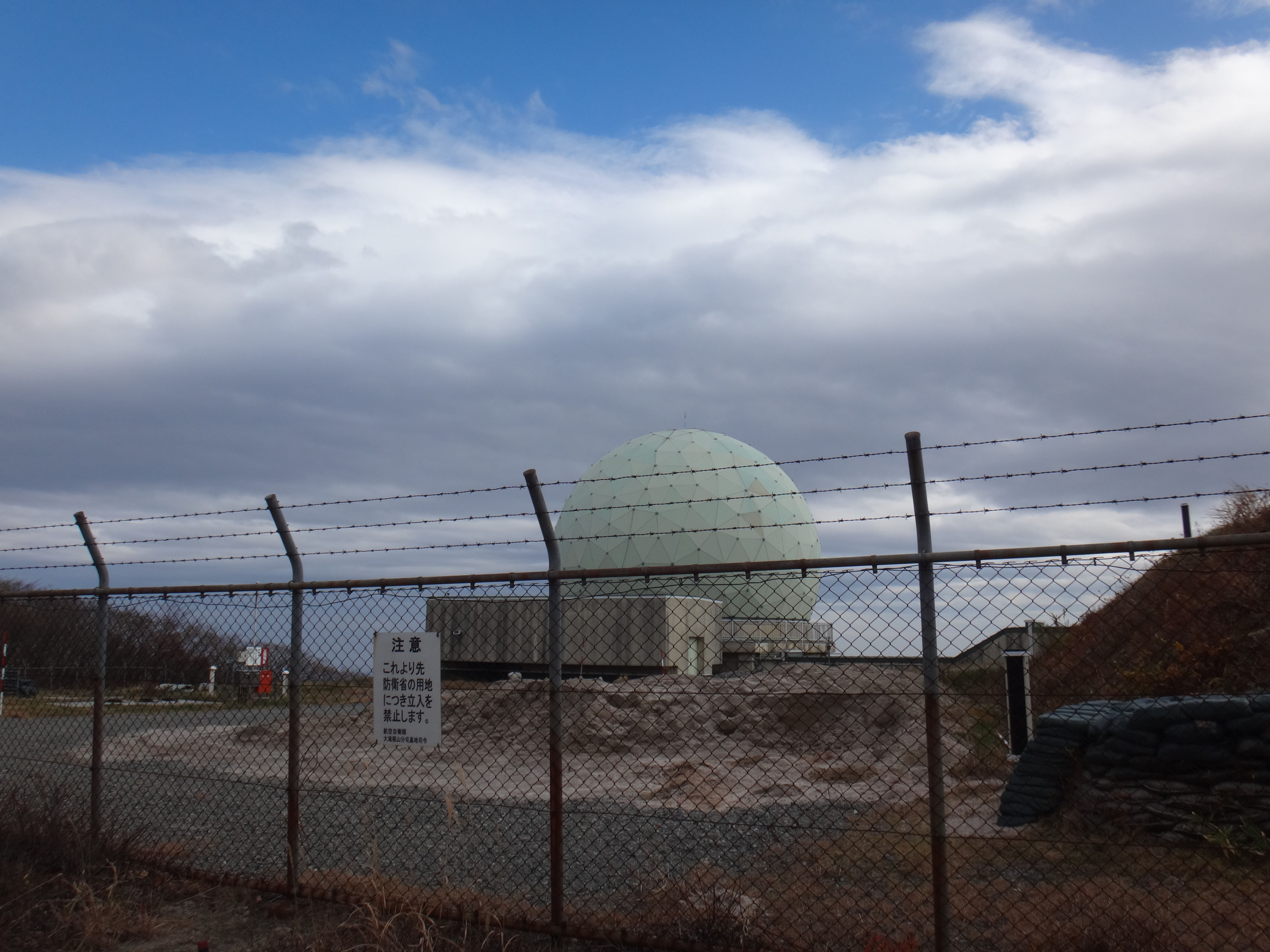
大滝根山山頂の基地
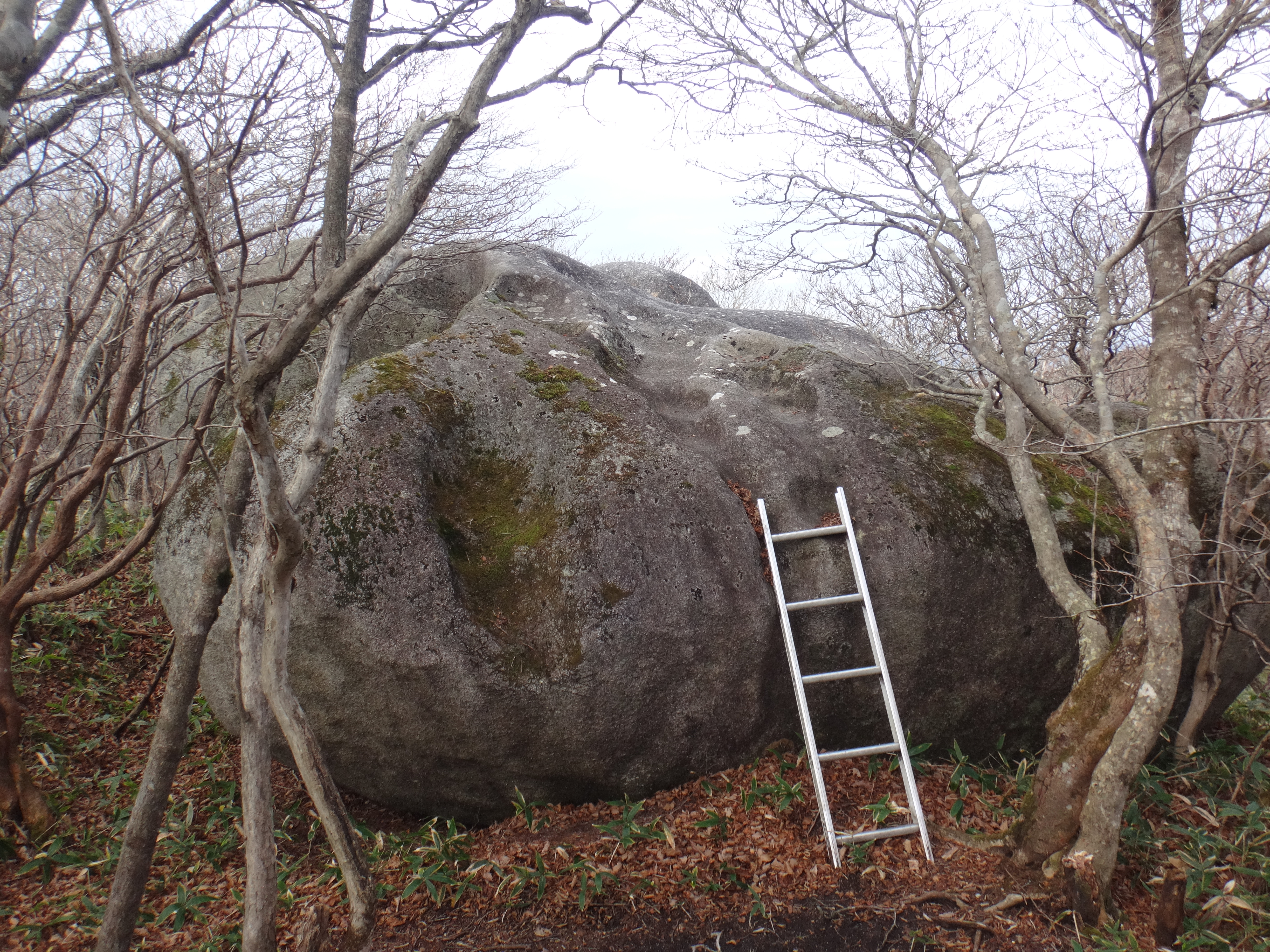
山頂近くの梵天岩
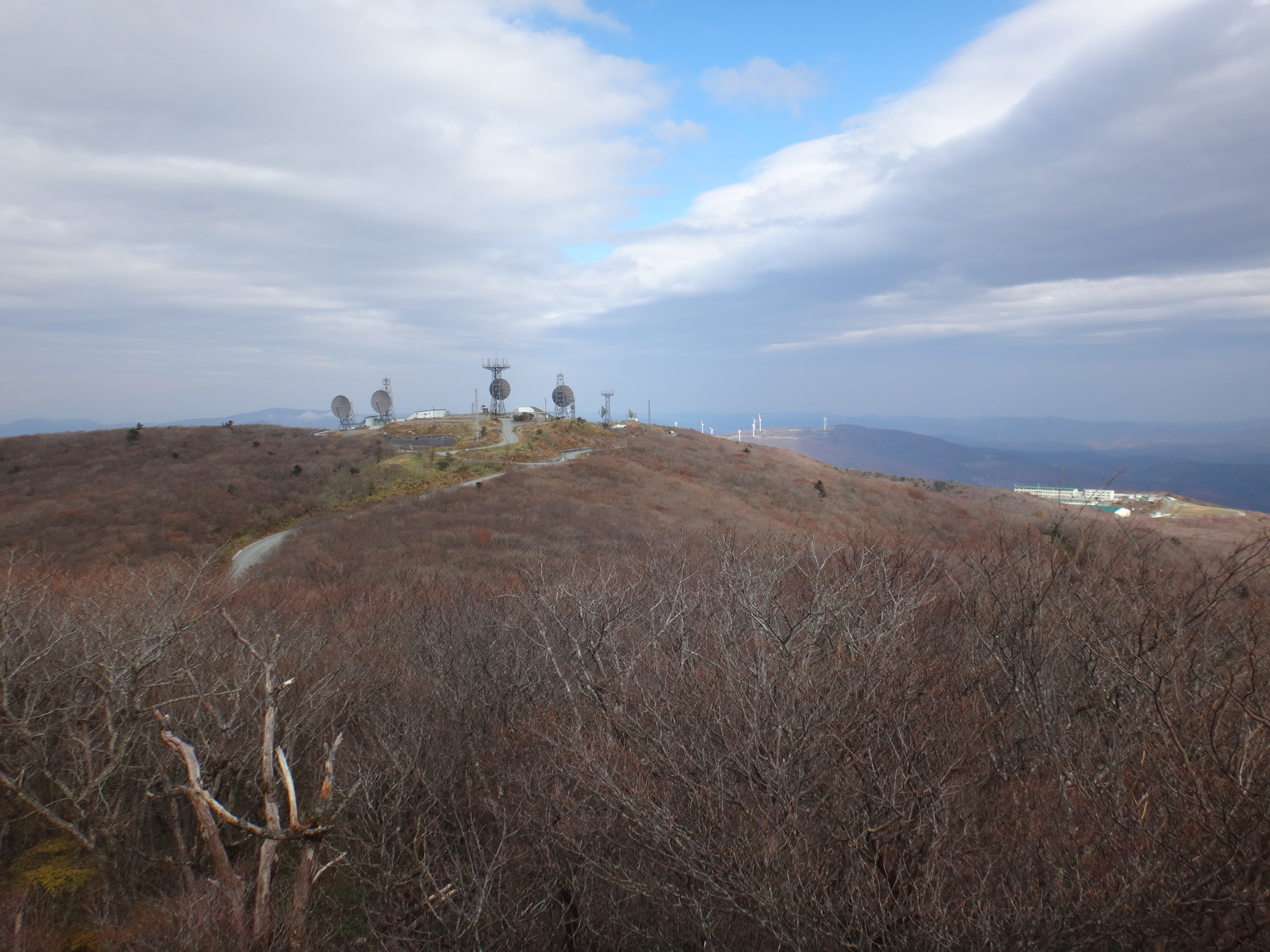
梵天岩から航空自衛隊大滝根山分屯基地を眺める
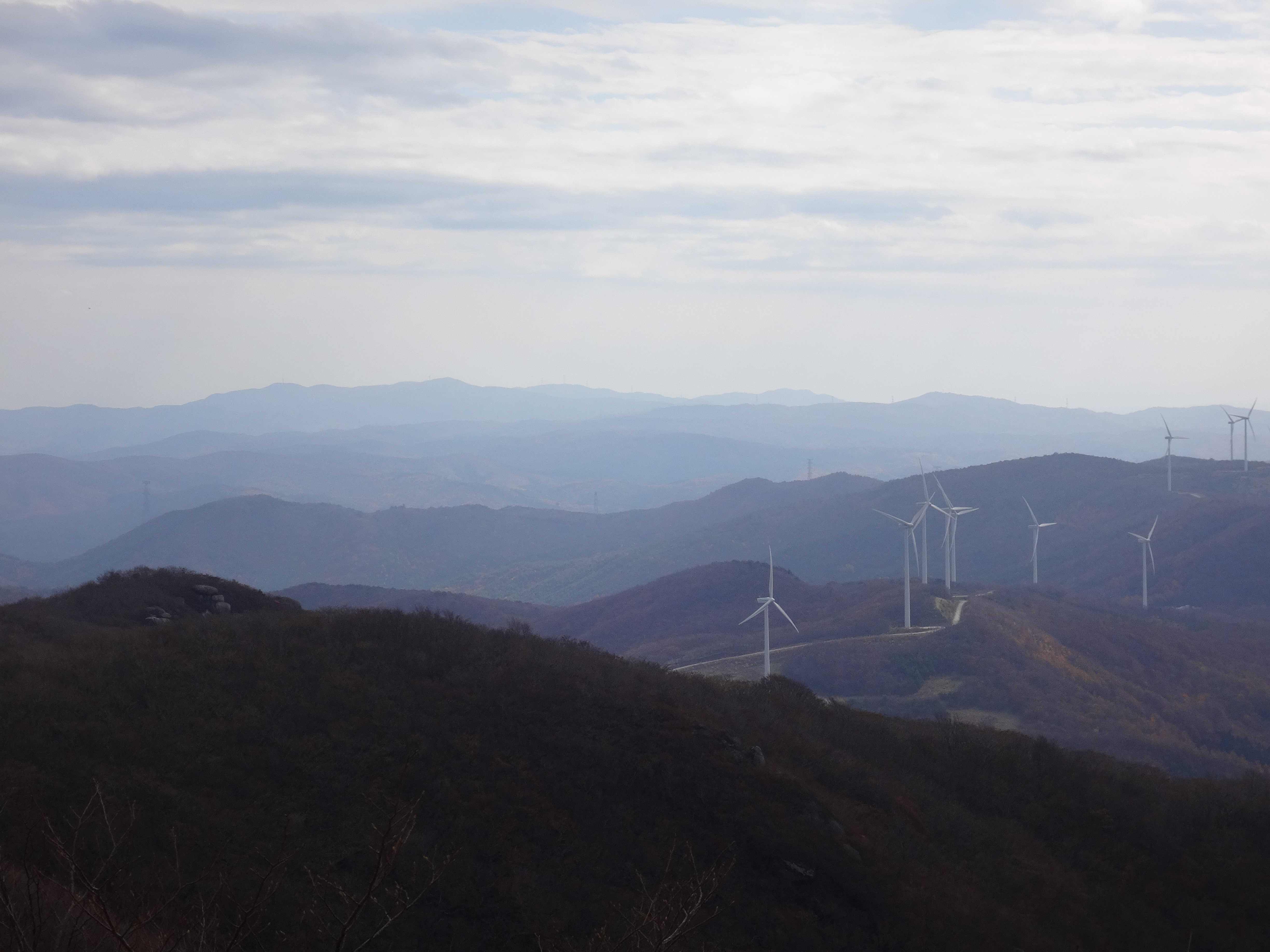
石ポッケと風力発電
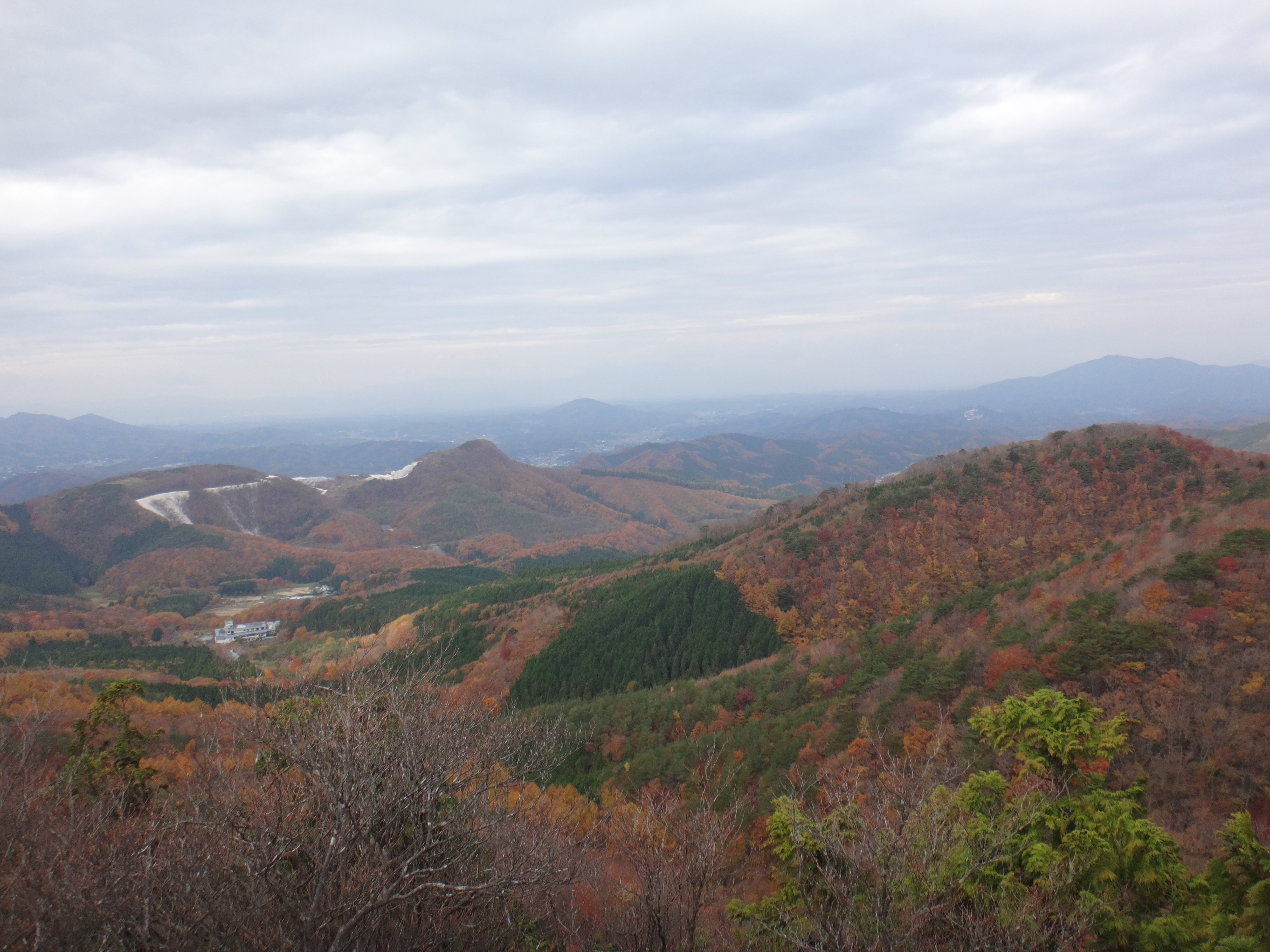
登山道から新滝根鉱山を眺める
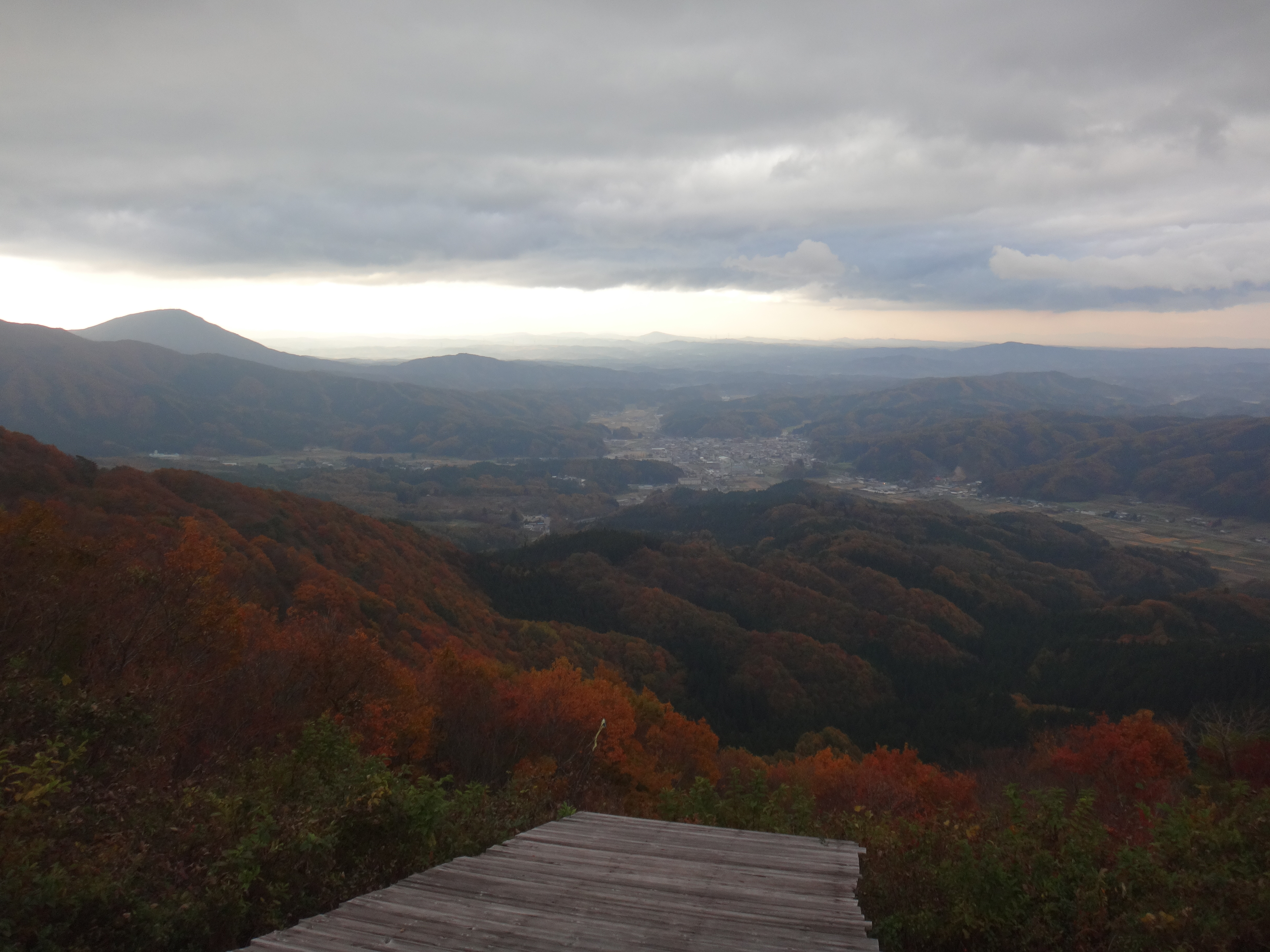
仙台平展望台

## 周辺
- あぶくま洞
- 入水鍾乳洞
- 鬼穴
- おおたかどや山標準電波送信所